# Nguékhokh

Nguékhokh är en stad i västra Senegal. Den ligger cirka tio kilometer norr om M'bour i regionen Thiès och hade 27 033 invånare vid folkräkningen 2013.